# IC 348
IC 348 — розсіяне зоряне скупчення, поєднане з відбивною туманністю  у сузір'ї Персей.
Цей об'єкт міститься в оригінальній редакції індексного каталогу.